# Tesařík borový
Tesařík borový (Spondylis buprestoides) je druh brouka z čeledi tesaříkovití. Náleží do rodu Spondylis.

## Vzhled

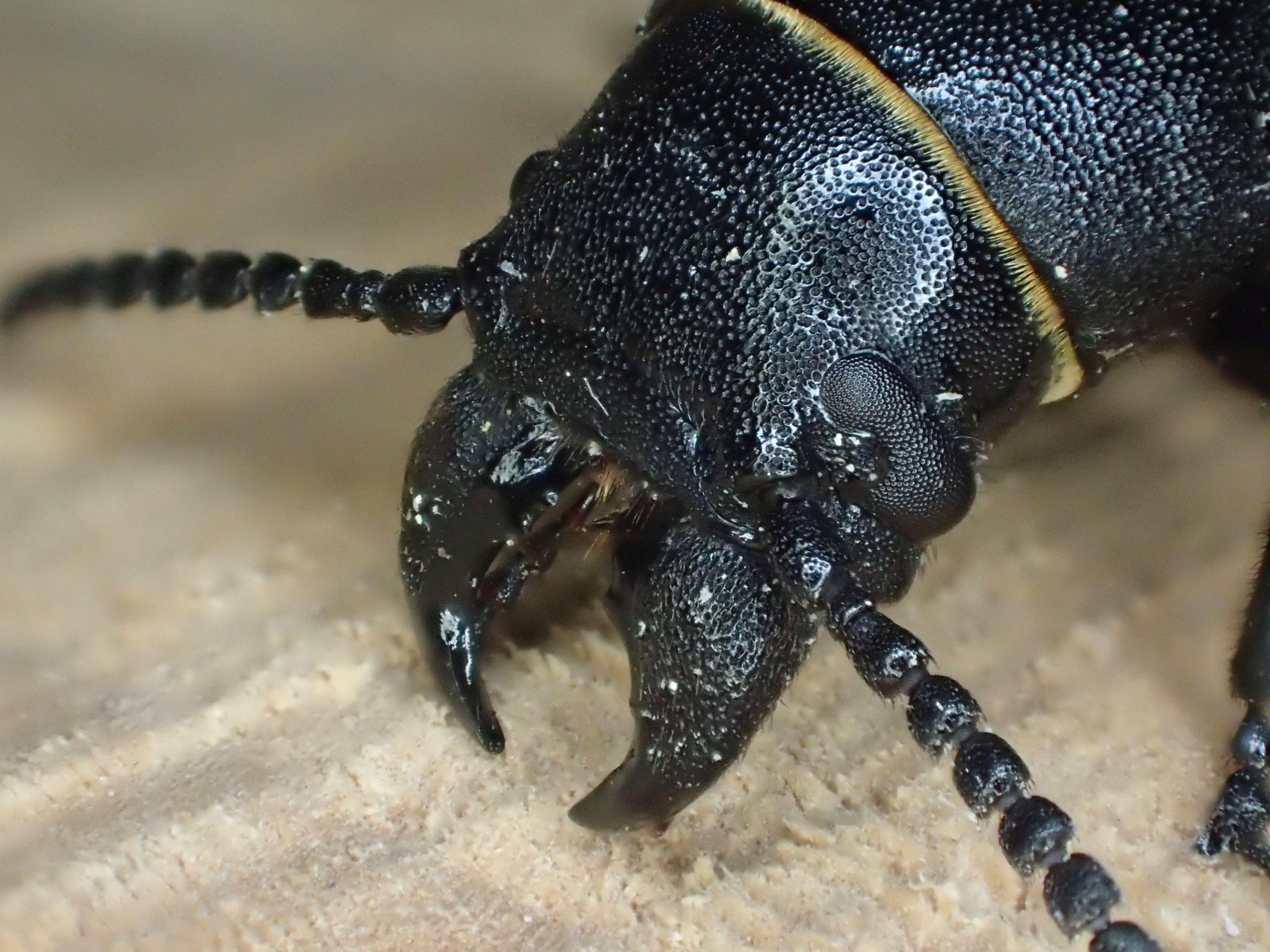
Hlava a silná kusadla zblízka

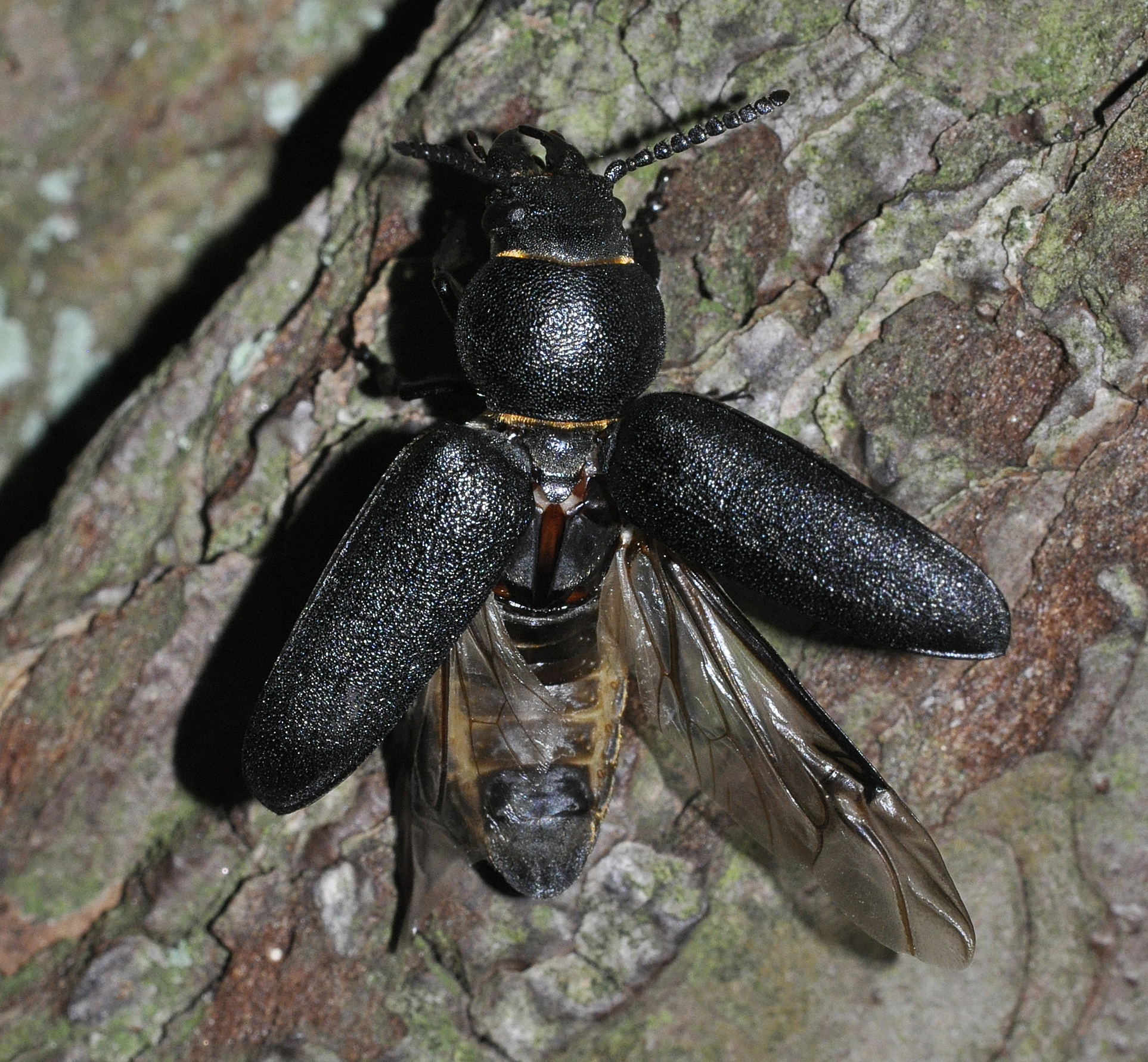
Tesařík borový s roztaženými krovkami

Dospělý jedinec je dlouhý 1,2 až 2,4 cm. Má zavalité válcovité tělo s krátkými tykadly, je celý zbarven černě, pouze tenké intersegmentální části (části mezi jednotlivými tělními odstavci) jsou světlejší hnědé barvy. Rovněž má silná kusadla. Záměna tohoto druhu díky charakteristickému zbarvení a tvaru těla není běžná, laici jej přesto mohou zaměnit s roháčkem kozlíkem.

## Výskyt
Tesařík borový je v Česku po celém území hojným druhem. Dále se vyskytuje téměř v celé Evropě, byl zaznamenán i v Jižní Koreji a Japonsku. Nachází se zejména v borovicových lesích. Napadají odumřelé borovicové dřevo na pařezech, v nichž larvy vyhlodávají chodby.
Ve volné přírodě se vyskytuje pouze v nejteplejších měsících v roce, od června do září. Za soumraku létá a vyhledává světlo, přes den se skrývá v kůře nebo pod kusy dřeva.

## Rozmnožování
Samice kladou vajíčka do odumřelých částí stromů. Vývoj larev trvá přibližně dva roky.